# Parque nacional Lihué Calel

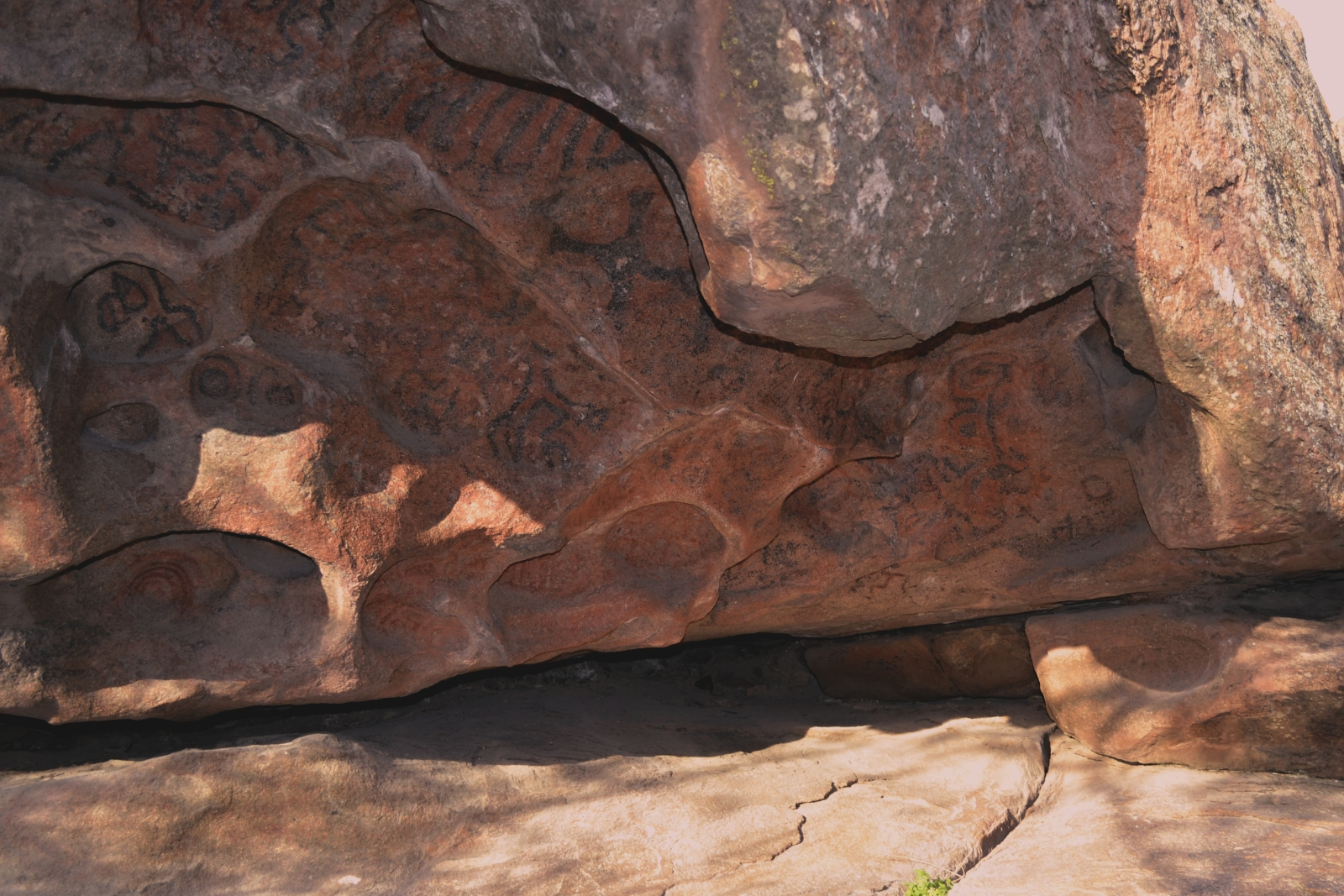
Arte rupestre en el valle de las Pinturas.

El parque nacional Lihué Calel (originalmente llamado parque nacional Lihuel Calel) está ubicado en el centro sur de la provincia de La Pampa, departamento Lihuel Calel. Tiene 32 514 ha. Pertenece a la provincia fitogeográfica de monte, en su distrito de llanuras y mesetas donde predomina el tussok seco. El área protegida preserva el sistema serrano homónimo, con sus valores históricos, culturales y ecológicos.

## Orografía
Se destacan las serranías de Lihué Calel originadas hace 240 millones de años a partir de fuertes erupciones de lava (en épocas modernas la actividad plutónica o volcánica es inexistente en la zona), las cumbres desgastadas de estas antiguas montañas llegan a 589 m s. n. m. con cumbre en el cerro Sociedad Científica Argentina, tales relieves poseen suaves pendientes en las laderas hacia el norte, y abruptas en las del sur. En el parque dominan el tussok y, merced a la mayor humedad, el monte ralo espinoso, cuya vegetación es de arbustales de jarillas, con bosquecillos de caldén, piquillín, mata chilladora e incienso o molle.
La sierra de Lihué Calel tiene áreas más húmedas, por la impermeabilidad del suelo; hay pequeños arroyos estacionales de otoño-primavera, que infiltran en los suelos arenosos. De este modo la presencia de estas relativamente pequeñas eminencias en medio de las semiáridas planicies y mesetas del Comahue crean un microclima relativamente benigno, bastante más húmedo y por ende algo menos continental que el de su vasto entorno.

## Flora y fauna

### Flora
Así, aparecen pequeños bosques de caldenes sombra de toro: típica formación del espinal, que surge como manchas en el monte. Se encuentran especies de plantas endémicas de estas sierras: dos margaritas y una leguminosa.
Existen algunos bosquecillos del árbol denominado caldén.
En los roquedales aparece una flora más húmeda: helechos, claveles del aire (epifitas sobre piedras), y varias cactáceas como la puelchana (Cylindropuntia tunicata), la puelchana ha tenido tal transformación que sus antiguas púas hoy llegan a recordar a cabellos) y los cardones, pencas y las "traicioneras" (especie de cactáceas con espinas muy agresivas). En las paredes rocosas hay líquenes en figuras circulares amarillas, anaranjadas y negruzcas.

### Fauna

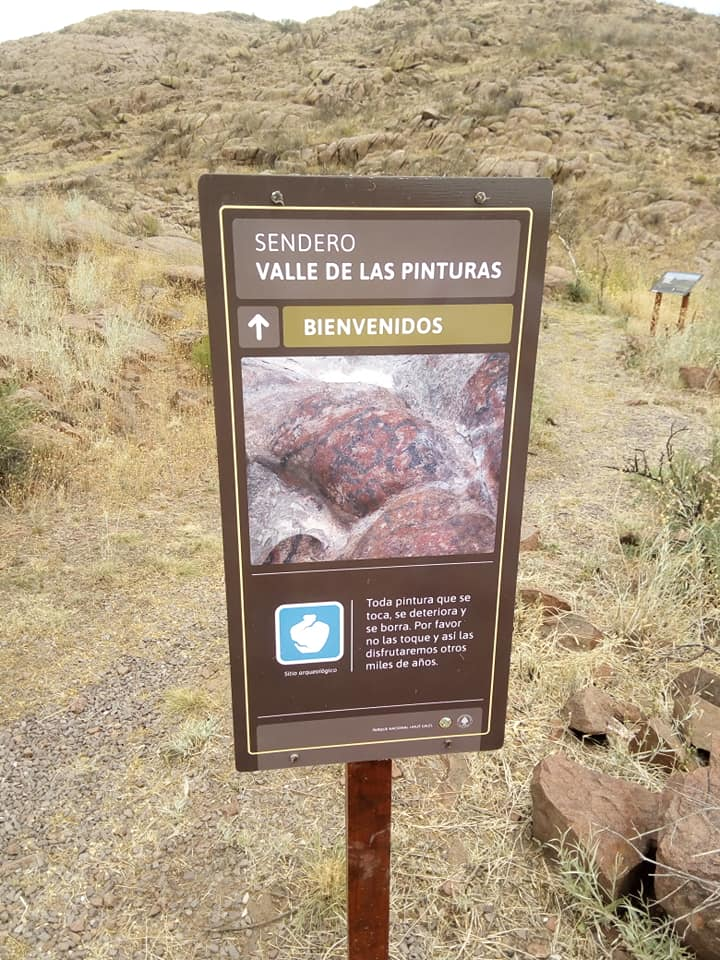
Uno de los circuitos con los que cuenta el Parque, camino a las pinturas rupestres

Hay vizcachas, cuises, guanacos, maras ("liebres patagónicas"), zorros pampeanos, gatos monteses, gatos de los pajonales, huroncitos, pumas, peludos y lagartos colorados.
Aves: martinetas, gallitos copetones, halconcitos grises, cardenales amarillos (en riesgo de extinción por capturas para comercializar como animal doméstico), buteos, jotes, caranchos, chimangos, calandrias, choiques ("ñandúes del sur") y ocasionalmente cóndores. En total se cuentan 150 especies de aves autóctonas.
Cuando maduran los frutos del caldén, llegan bandadas de loros barranqueros para comer sus semillas.
El tuco-tuco y armadillos como el piche, habitan en cuevas para escapar a las altas temperaturas.

Flora y fauna Parque Nacional Lihué Calel
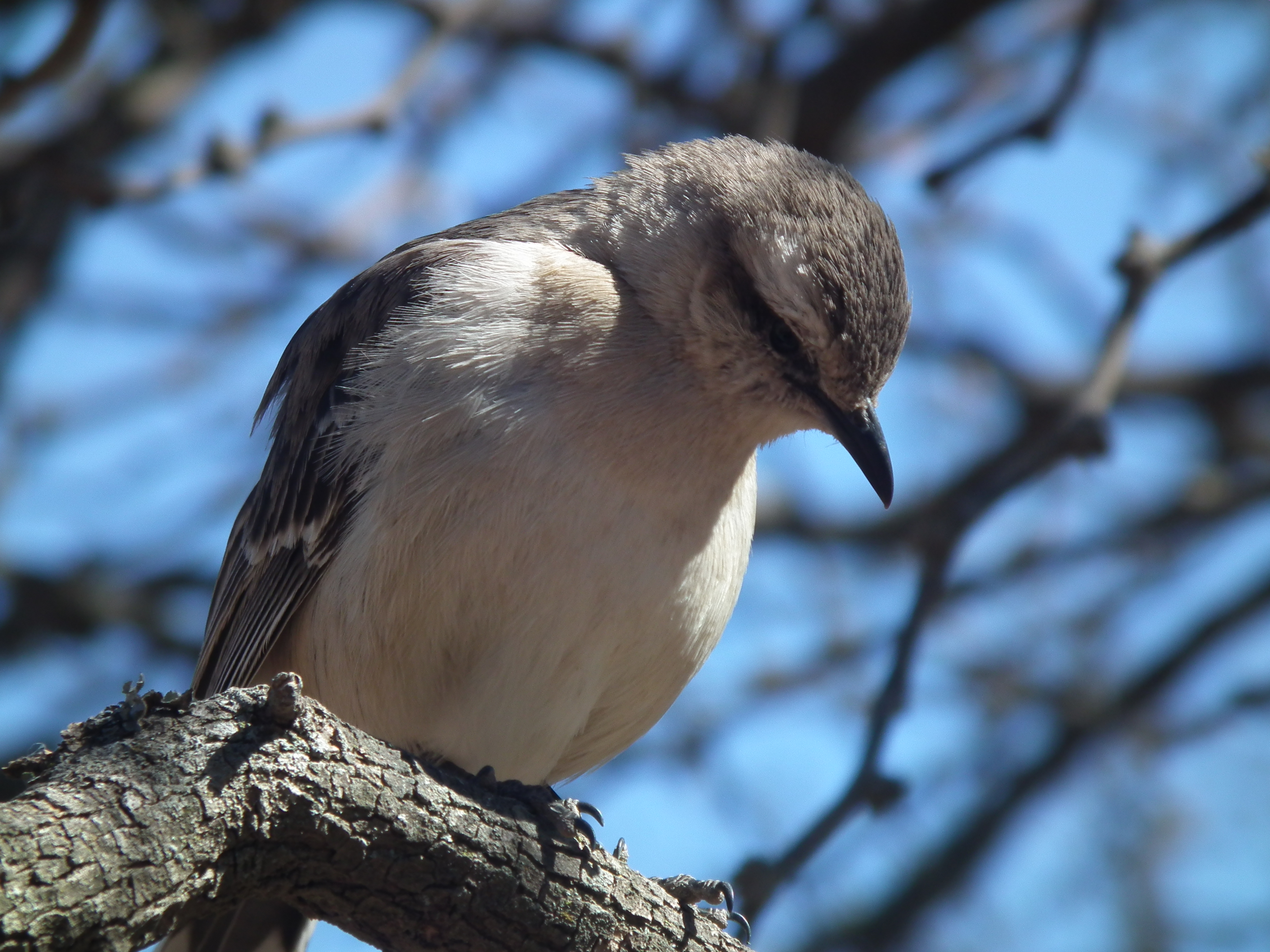
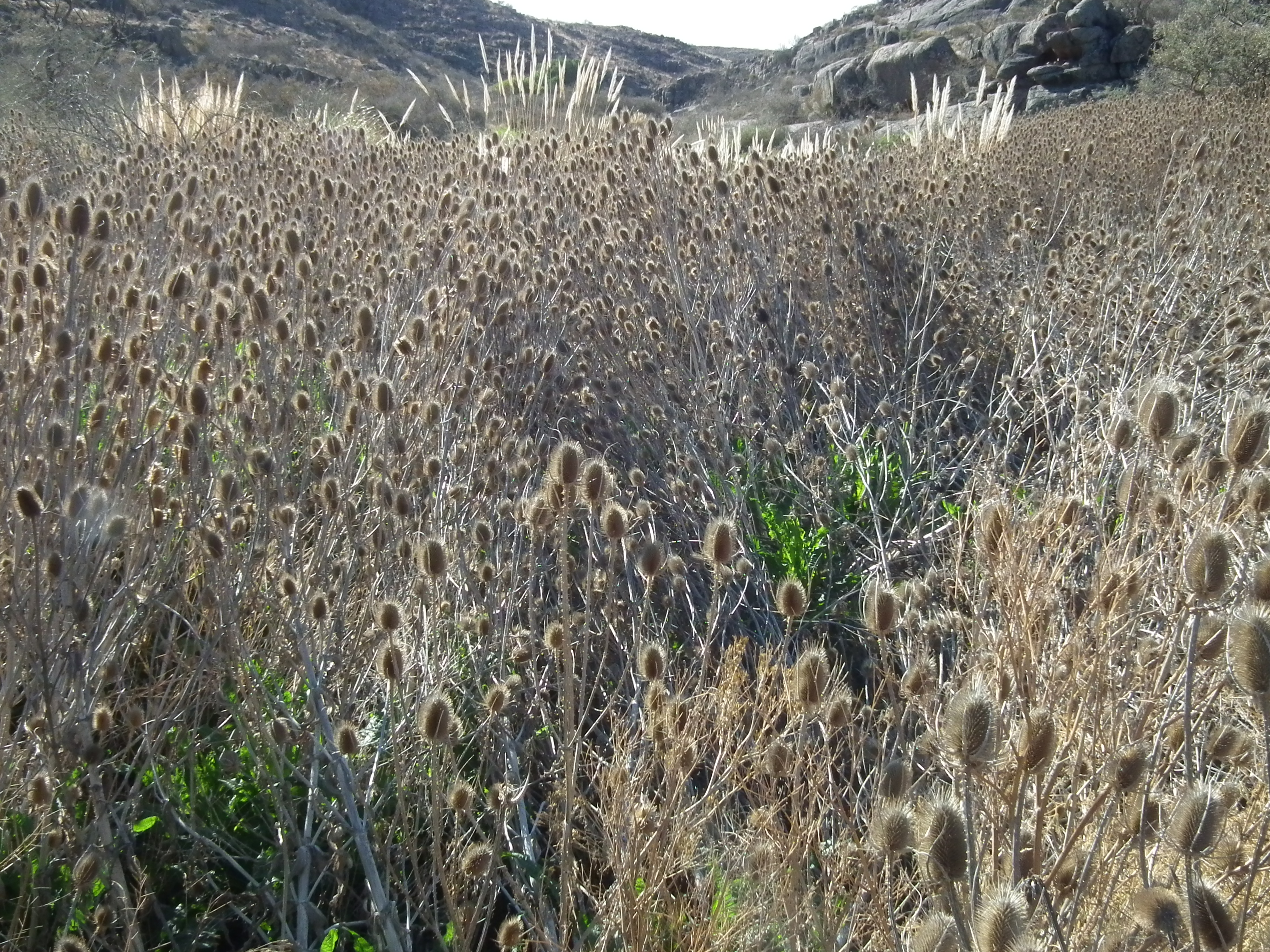
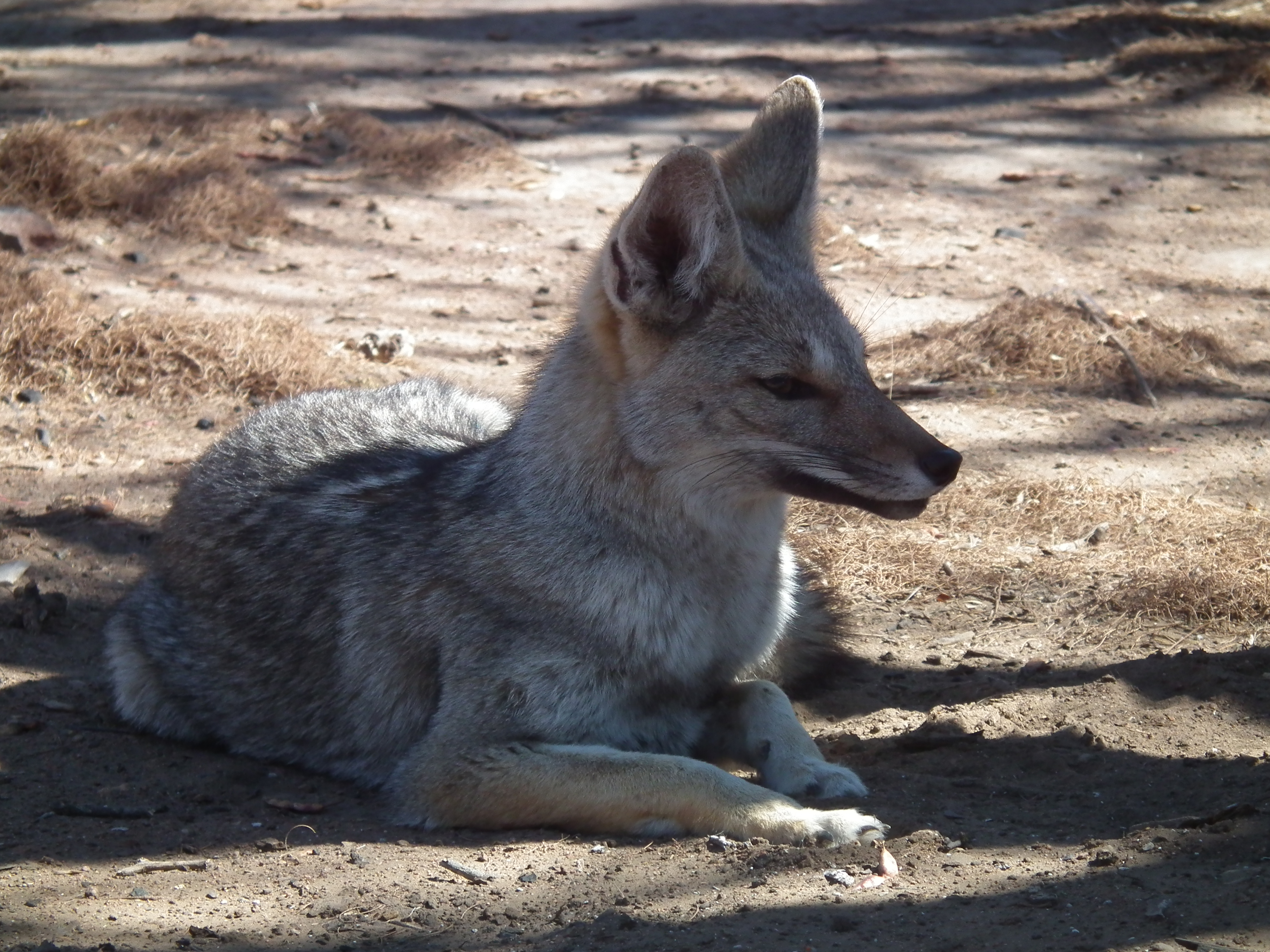
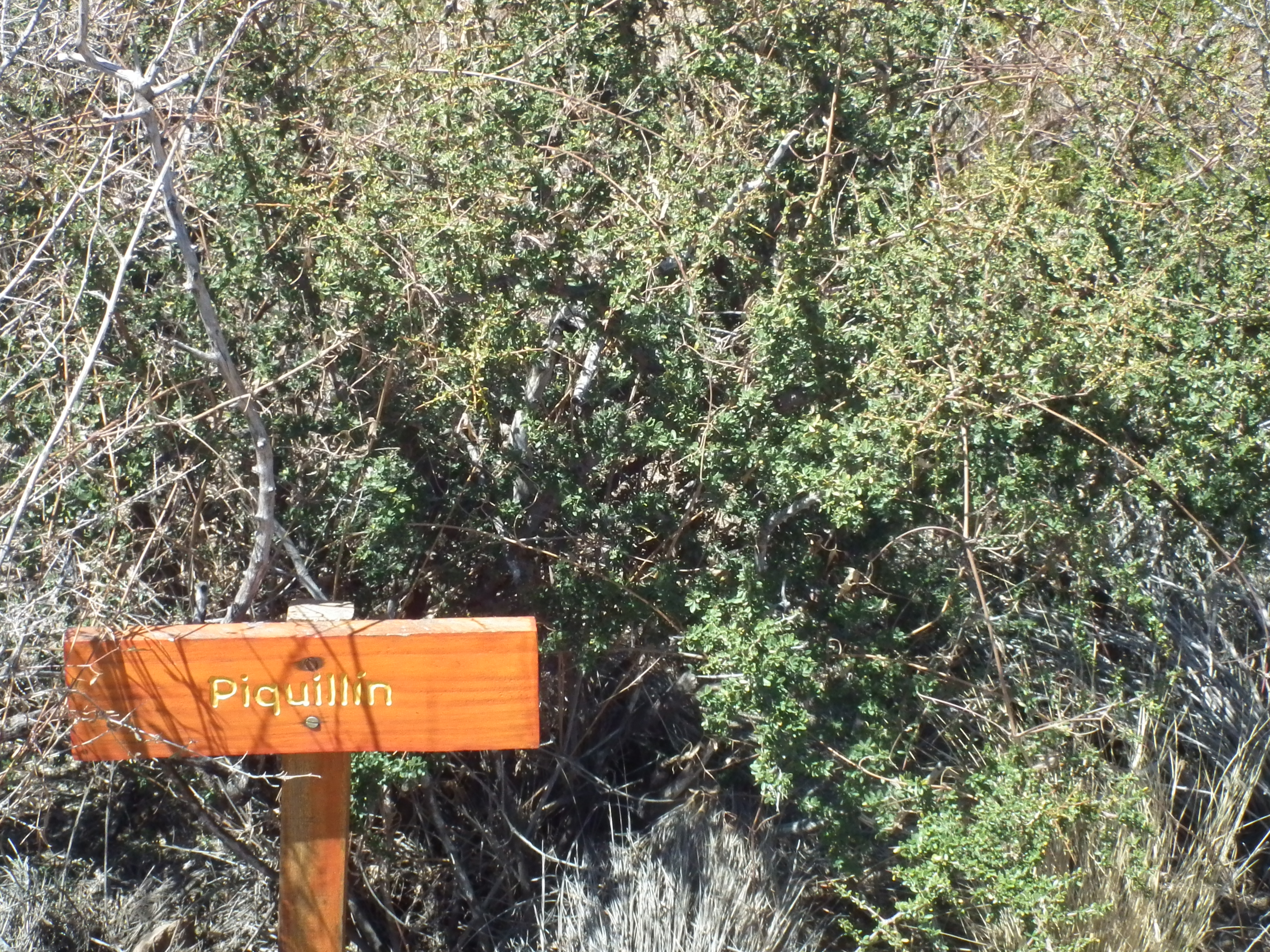
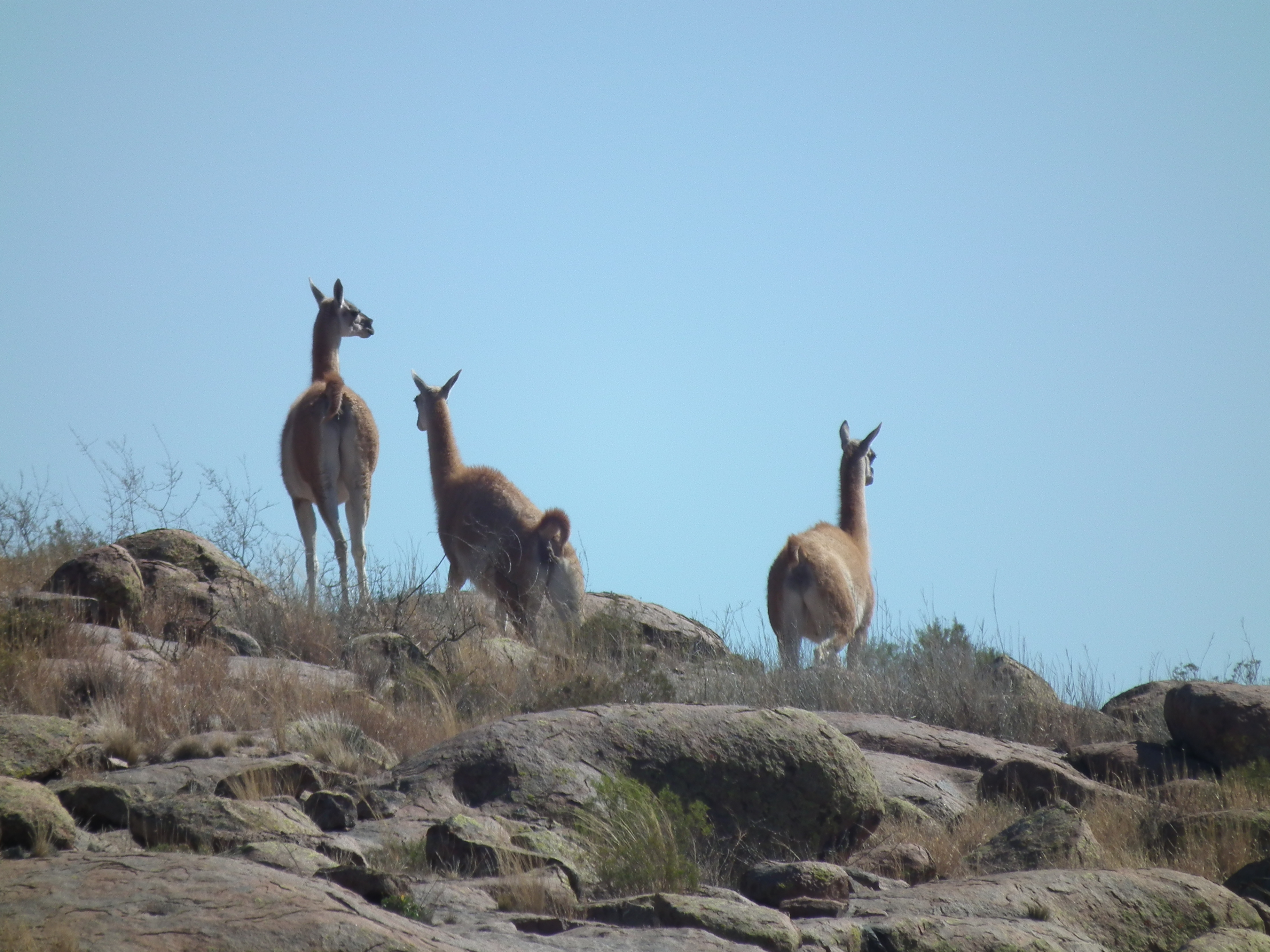
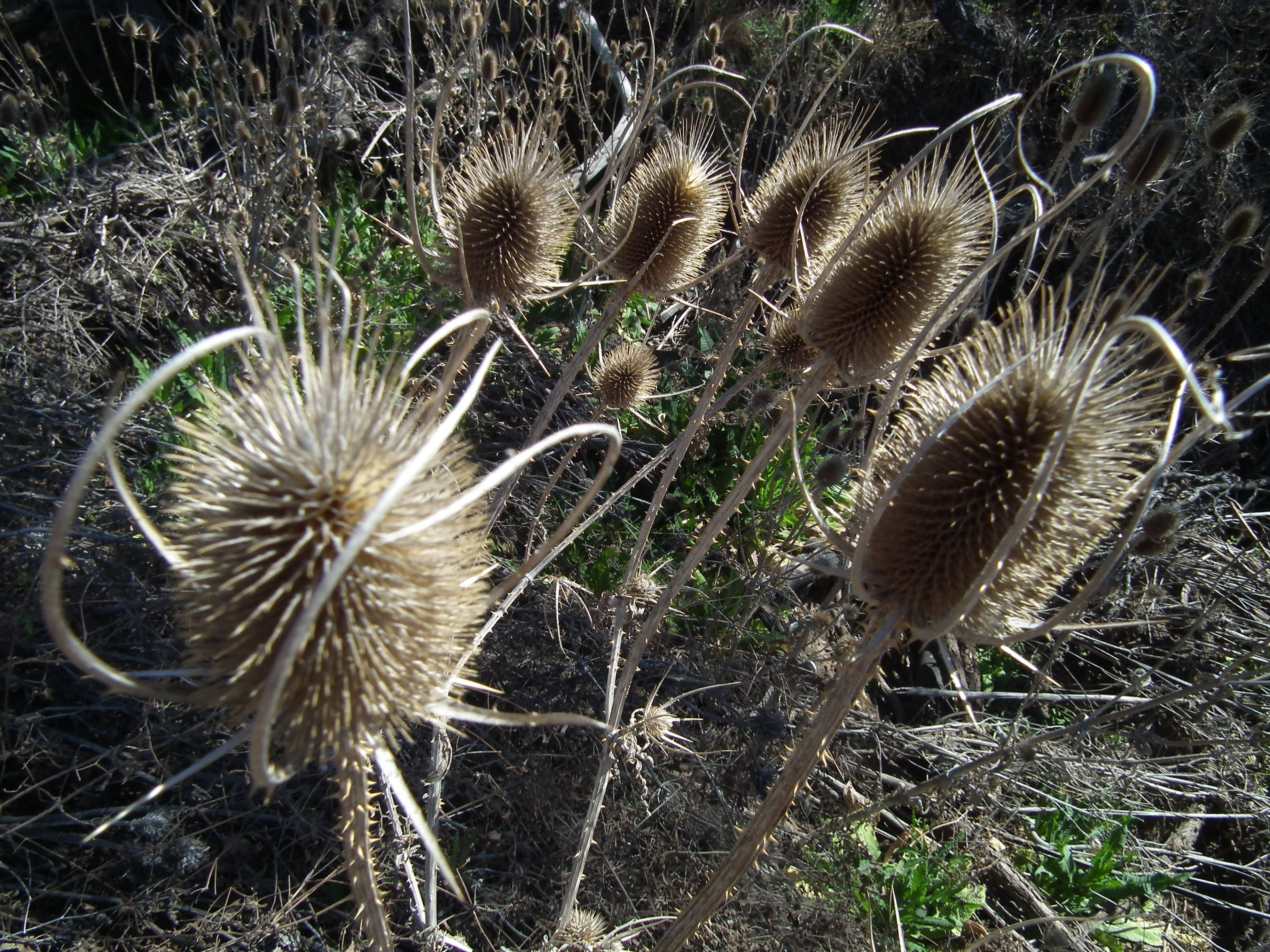
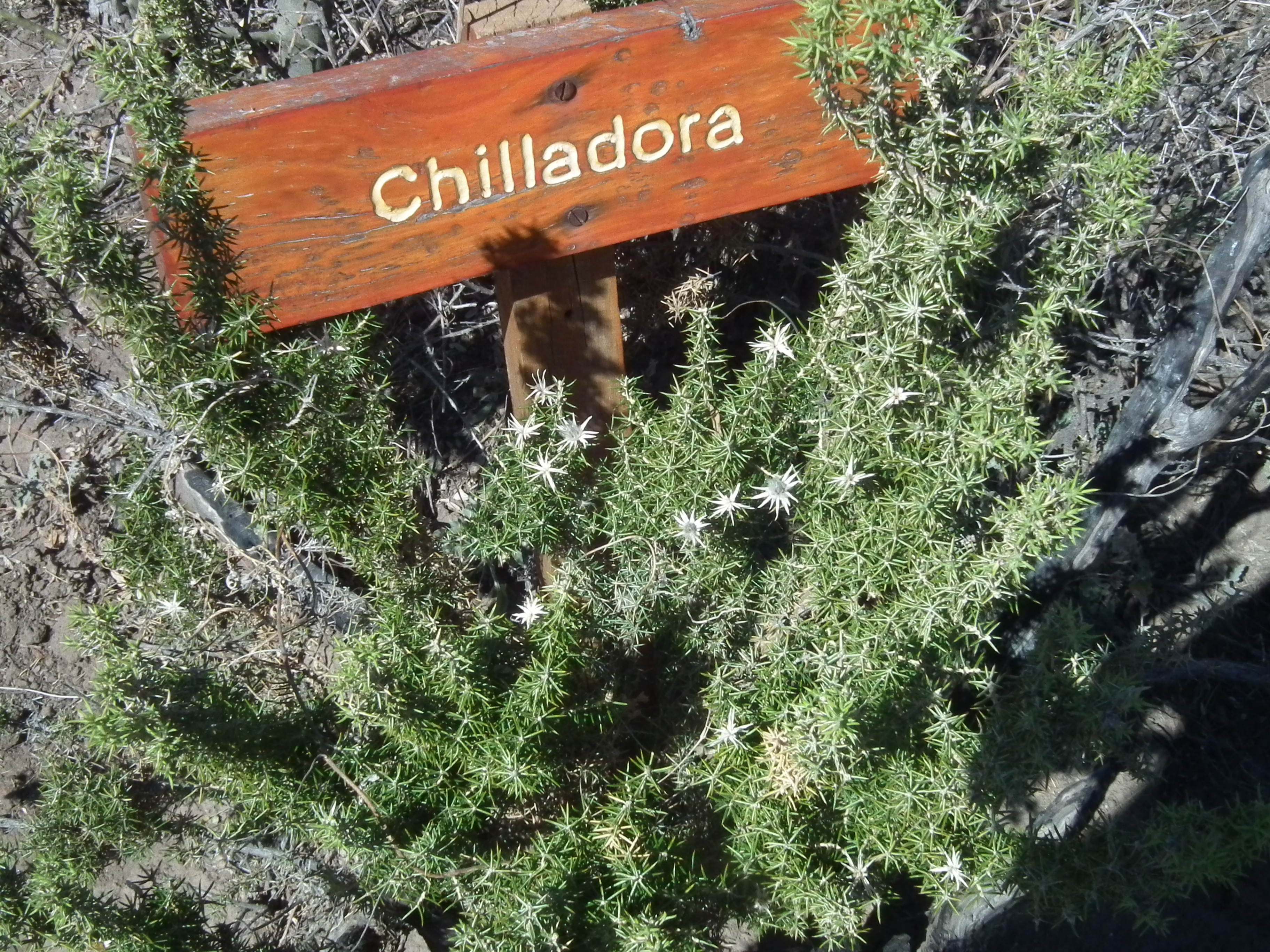
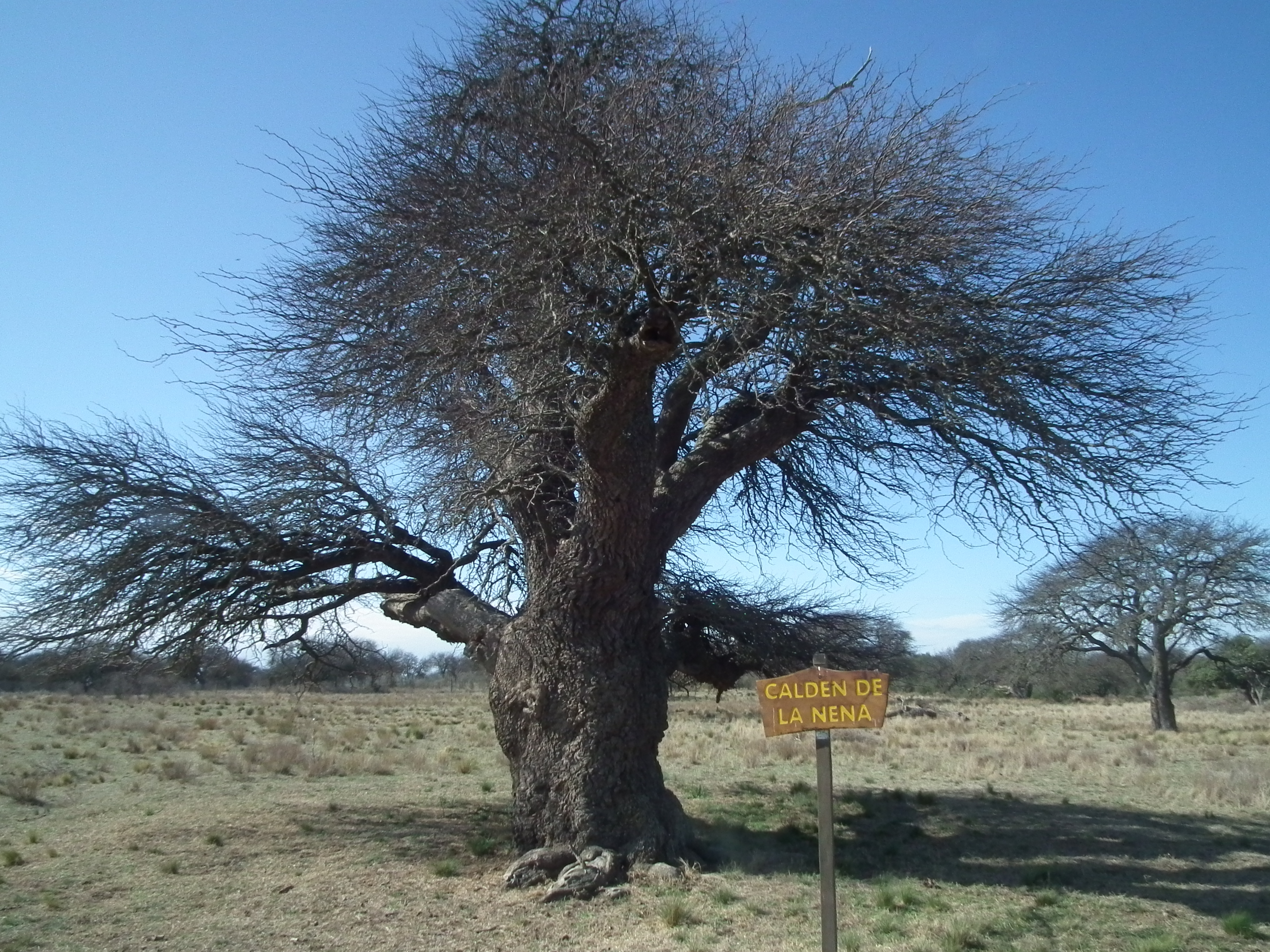
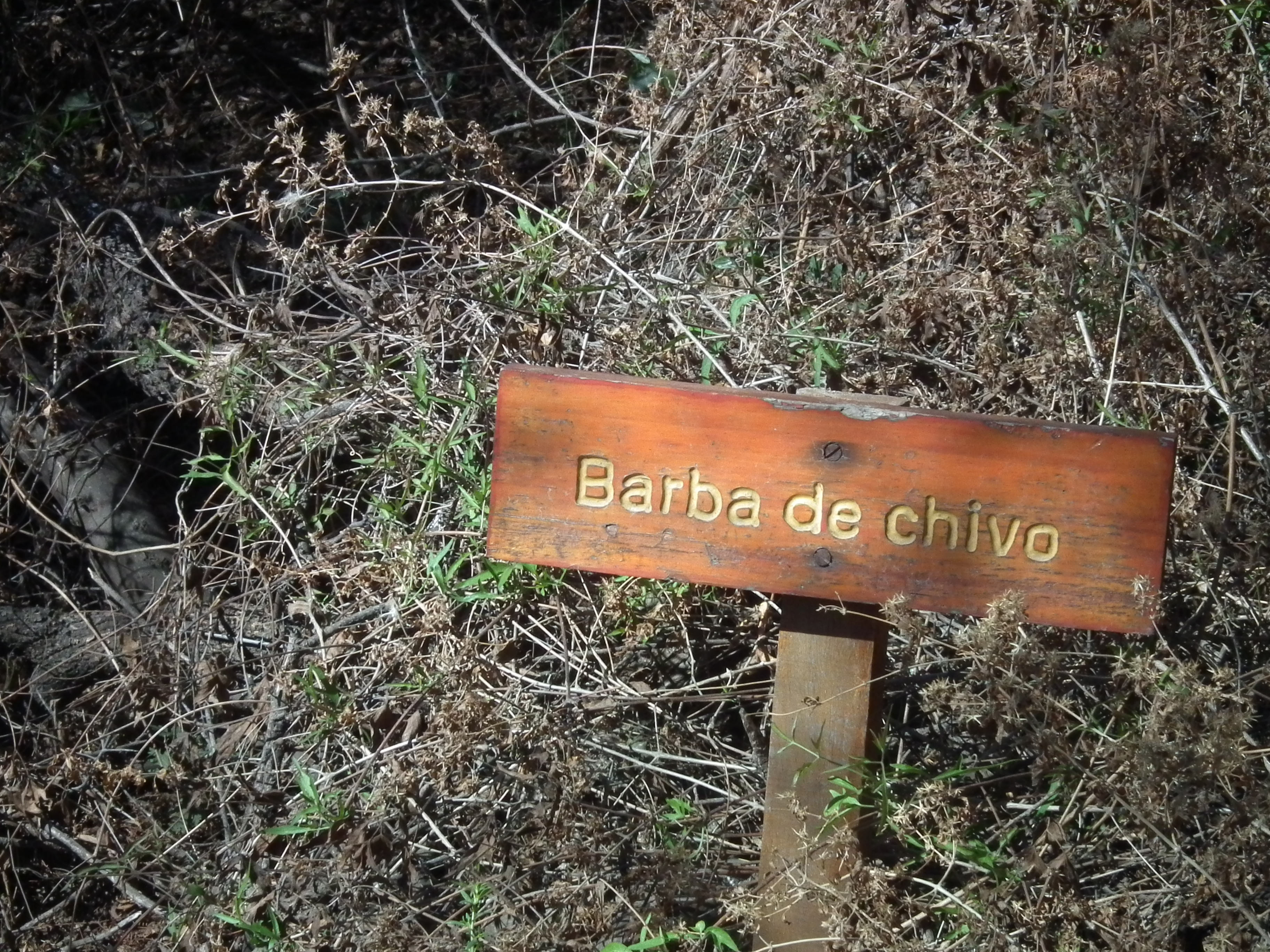

## Historia previa y valores culturales a preservar
Se conservan sitios arqueológicos donde los indígenas prehistóricos habitaron la región y se relacionaron con el ambiente de las sierras. En el Valle de las Pinturas se encuentran muestras del "arte rupestre tardío" de la región: representaciones de motivos geométricos en colores rojo y negro (2000 años a. C.).
Las sierras de Lihué Calel (en mapundungun lihué significa vida y calel serranía: serranía de la Vida), con la reserva de agua dulce, desarrollaron una flora y fauna específica. Y el ambiente fue aprovechado por los indígenas desde épocas prehistóricas. Esos cazadores y recolectores tenían:
- semillas y frutos de los árboles de caldén y de chañar
- guanacos, choiques y piches (especie de armadillos).
- rocas para hacer herramientas.
- pigmentos para pintar.
- hondonadas y paredones para expresar sus vivencias.

Hay sitios del parque donde esos pueblos realizaron arte y enterraron sus muertos.
Hasta el siglo XVIII el territorio estaba habitado por la etnia patagónida de los guenaken (o gününakuna) llamados "puelche" (gente del este) por los mapuche quienes en el mencionado siglo irrumpieron e invadieron desde el centro sur del actual Chile los ancestrales territorios chonk, la transculturación de los guenaken, su mapuchización, originó a la etnia de los ranculche (gente de las cañas), tales pueblos habitaron esta región, como apeadero de sus desplazamientos entre la cordillera de los Andes y estos territorios de las provincias de La Pampa y de Buenos Aires. La toponimia de la quebrada y el valle principal llevan el nombre de uno de sus jefes, Manuel Namuncurá, quien intentó reorganizar sus guerreros en las sierras, para luego darle batalla al ejército del general Levalle durante la Campaña del Desierto. 
A fines del siglo XIX, la ocupación "blanca" de estos territorios se inicia aquí, al reparo de las sierras, donde hay agua dulce, y alguna posibilidad sembrar y cosechar, construir casas de piedra y tener animales en las áreas más adecuadas. Ya los restos de "La Casa de Piedra", son de los tiempos de la colonización posterior a la denominada Campaña del Desierto. En 1943 las tierras de Lihué Calel fueron compradas por Luis Gallardo, hijo de un renombrado naturalista, quien instaló una gran casona. En 1964 el gobierno provincial expropió la estancia para fines turísticos.

## Creación y legislación
El 3 de octubre de 1973 el Gobierno de la provincia de La Pampa donó al Estado Nacional el dominio y la jurisdicción de un campo en las sierras de Lihuel Calel con destino a la creación del parque nacional Lihuel Calel, mediante decreto n.º 1301/1973. El 27 de mayo de 1974 por decreto n.º 1429/1974 fue corregida una diferencia de más de 4 ha, que también fueron donadas alcanzando una superficie de 9905 ha 75 a 20 ca.
Por el decreto n.º 609/1976 de 31 de mayo de 1976 el Gobierno militar de Jorge Rafael Videla aceptó la donación hecha por La Pampa y dispuso que luego se creara por ley el parque nacional Lihuel Calel:

Art. 1°. Acéptase la donación efectuada a favor del Estado Nacional Argentino con destino al Servicio Nacional de PARQUES NACIONALES (ex-Dirección General de PARQUES NACIONALES) por la Provincia de La Pampa mediante Decreto n.º 1.301 del 3 de octubre de 1973, de la superficie de 9.905 hectáreas, 75 áreas, 20 centiáreas, incluida la diferencia en más de 4 hectáreas a que se refiere el Decreto Provincial n.º 1.429 del 27 de mayo de 1974 (...)
 Art. 2. A efectos de la inscripción en el REGISTRO DE LA PROPIEDAD respectiva, pase por su orden a la ESCRIBANÍA GENERAL DEL GOBIERNO DE LA NACIÓN y a la CONTADURÍA GENERAL DE LA NACIÓN. Cumplido, vuelva al Servicio Nacional de PARQUES NACIONALES para que propicie el proyecto de ley, por la cual se declara o incorpora al régimen del Decreto-Ley 18.594 del 6 de febrero de 1970, el Parque Nacional Lihuel Calel.

El 8 de junio de 1977 se firmó el acta de toma de posesión de los terrenos. La ley de creación del parque nacional no fue sancionada, pero al sancionarse y promulgarse la ley n.º 22351 el 4 de noviembre de 1980 -que modificó el régimen de áreas nacionales protegidas- el parque nacional Lihuel Calel fue mencionado explícitamente en el artículo 32 Áreas Integrantes del Sistema de la Ley: 16.- PARQUE NACIONAL LIHUEL CALEL (Decreto 609 del 31 de mayo de 1977), cumpliendo así el requisito legal de creación.
Debe notarse que esta ley introduce un error el fechar el decreto n.° 609/1976 como si fuera de 31 de mayo de 1977, razón por la cual muchas fuentes mencionan a esta fecha como la de creación del parque nacional Lihué Calel. Sin embargo, el decreto fue publicado en el Boletín Oficial de la República Argentina el 8 de junio de 1976.
El decreto n.º 2149/1990 de 10 de octubre de 1990 designó como reserva natural estricta Lihué Calel a un amplio sector interno del parque nacional. Los límites de la reserva natural estricta fueron modificados por el decreto n.º 453/1994 de 23 de marzo de 1994, que la limitó a 2 sectores y creó la reserva natural silvestre Lihué Calel.
El 30 de mayo de 1996 la Legislatura de La Pampa sancionó la ley n.º 1689 que declaró área protegida a un sector inmediato al parque nacional Lihué Calel, denominado Área protegida Salitral Levalle.

### Ampliación
El 26 de diciembre de 1996 fue firmado un convenio entre la provincia de La Pampa y el Estado Nacional con el objeto de ampliar el parque nacional hasta alcanzar 32 300 ha.

TERCERA: LA PROVINCIA realizará los trámites necesarios para la cesión a LA NACIÓN de la jurisdicción y dominio de las parcelas incluidas en el Anexo I de la presente, a cuyo fin propiciará la desafectación del Área Protegida establecida en el artículo 1°, apartado 2), de la Ley de la Provincia de la Pampa N.º 1689; de la jurisdicción de la parcela incluida en el Anexo II y de la jurisdicción y dominio eminente que ejerce sobre las fracciones incluidas en el Anexo III, declarando a estas últimas de interés público y sujetas a expropiación para su afectación al régimen de la Ley de la Nación N.º 22.351, de Parques Nacionales, Monumentos Naturales y Reservas Nacionales, con cargo a la ampliación del Parque Nacional Lihuel Calel.

El convenio fue aprobado por ley de la provincia de La Pampa n.º 1899 sancionada el 12 de octubre de 2000:

ARTÍCULO 1.- Apruébase el convenio suscripto el día 26 de diciembre de 1996 entre la Nación Argentina y la Provincia de La Pampa, por el cual se acuerdan las condiciones para la ampliación de los límites del Parque Nacional Lihuel Calel.
 ARTÍCULO 2.- Desaféctase del régimen de la Ley n.º 1321, el Área protegida "Salitral Levalle" creada por el apartado 2 del artículo 1 de la Ley n.º 1689, conformado por la Parcela 1 y 4 del Lote 9 y Parcela 4 del Lote 10, todos de la Fracción A, Sección X de La Pampa.

El convenio fue aprobado por ley nacional n.º 25755, sancionada el 16 de julio de 2003 y promulgada de hecho el 22 de agosto de 2003:

ARTÍCULO 2º — Acéptase la cesión de la jurisdicción y dominio efectuada por la provincia de La Pampa a favor del Estado nacional, a los fines de la ampliación del Parque Nacional Lihuel Calel, de las parcelas cuya descripción catastral figuran en el anexo I del convenio citado, y en el artículo 3° de la ley de la provincia de La Pampa N.º 1899, con una superficie aproximada de 12.586 hectáreas, y que se identifican como parcelas 1 y 4 del lote 9, fracción A, sección X; parcela 4 del lote 10, fracción A, sección 10 y parcelas 5, 6, 8 y 9 del lote 20, fracción A, sección X.
 ARTÍCULO 6º — Cumplidos los extremos exigidos por los artículos 1°, 3° y concordantes de la ley 22.351, las parcelas citadas en el anexo I del convenio citado en el artículo 1° de la presente ley, quedarán incorporadas al Parque Nacional Lihuel Calel, bajo el régimen de dicha ley, comprendidas y zonificadas conforme lo establecido en su Capítulo II, bajo el Título "De los Parques Nacionales".
 ARTÍCULO 7º — Cumplidos los extremos exigidos por los artículos 1°, 3° y concordantes de la ley 22.351, las parcelas citadas en el anexo II del convenio citado en el artículo 1° de la presente ley, quedarán incorporadas al Parque Nacional Lihuel Calel, bajo el régimen de dicha ley, comprendidas y zonificadas conforme lo establecido en su Capítulo IV, bajo el Título "De las Reservas Naturales".

La ampliación comprendió 12 parcelas en las cuales la provincia de La Pampa cedió jurisdicción:
- 7 parcelas de dominio de la provincia de La Pampa, totalizando 12 859 ha 73 a 11 ca, que fueron incorporadas como parque nacional y que correspondía al Salitral Levalle.
- Una parcela de 17 ha 98 a de dominio privado que fue incorporada como reserva nacional Lihué Calel.
- 4 parcelas de dominio privado a ser expropiadas, que totalizan aproximadamente 9731 ha.

## Infraestructura y servicios

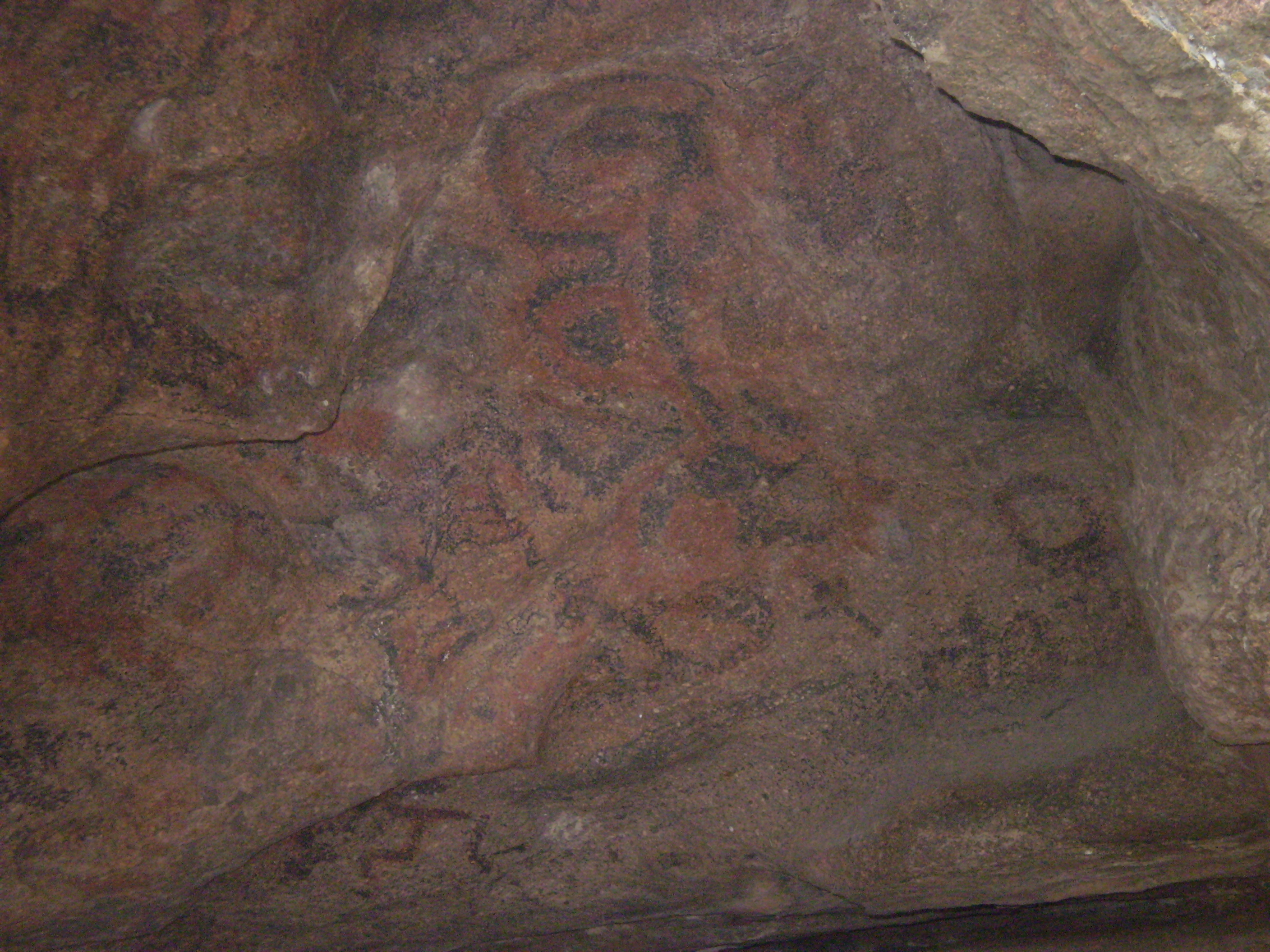
Pinturas rupestres en el parque nacional Lihué Calel.

El acceso al parque es por la Ruta Nacional 152 -que lo atraviesa-, a 123 km al sudoeste de la localidad de General Acha y a 220 de la capital provincial Santa Rosa. El pueblo más cercano es Puelches, a 39 km del parque nacional.
Cerca del área administrativa del parque se encuentra un campamento con sanitarios. 

### Paseos
- Senderos con señalética interpretativa
- Sendero "El Huitru": se inicia en el campamento y asciende al Cerro de la Sociedad Científica Argentina. Muestra el monte, sus flora y fauna.
- Sendero "Valle de las Pinturas": se recorren 600 m, dando a conocer el uso de los nativos, y se llega a un alero con pinturas rupestres.
- Sendero “Valle Namuncurá”: comienza en el campamento y se sube al Cerro Alto. Muestra las características del monte. Ascenso al cerro de la Sociedad Científica (590 m s. n. m.), de poca dificultad.
- Viejo casco de la "Estancia Santa María de Lihué Calel", que fue de la familia de Luis Gallardo hasta 1964, en que la provincia de La Pampa la expropiara para turismo, y luego la donó a la Administración de Parques Nacionales.

## Administración
Por resolución n.º 126/2011 de la Administración de Parques Nacionales de 19 de mayo de 2011 se dispuso que parque nacional encuadrara para los fines administrativos en la categoría áreas protegidas de complejidad III, por lo cual tiene a su frente un intendente designado, del que dependen 4 departamentos (Administración; Obras y Mantenimiento; Guardaparques Nacionales; Conservación y Uso Público) y la división de Despacho y Mesa de Entradas, Salidas, y Notificaciones. La intendencia tiene su sede en la ciudad de General Acha.